# Rekunivka, Novi Sanjarî
Rekunivka (în ucraineană Рекунівка) este un sat în comuna Maiacika din raionul Novi Sanjarî, regiunea Poltava, Ucraina.

## Demografie
Componența lingvistică a localității Rekunivka
     Ucraineană (98,39%)
     Rusă (1,61%)
Conform recensământului din 2001, majoritatea populației localității Rekunivka era vorbitoare de ucraineană (98,39%), existând în minoritate și vorbitori de rusă (1,61%).